# Universität Manouba

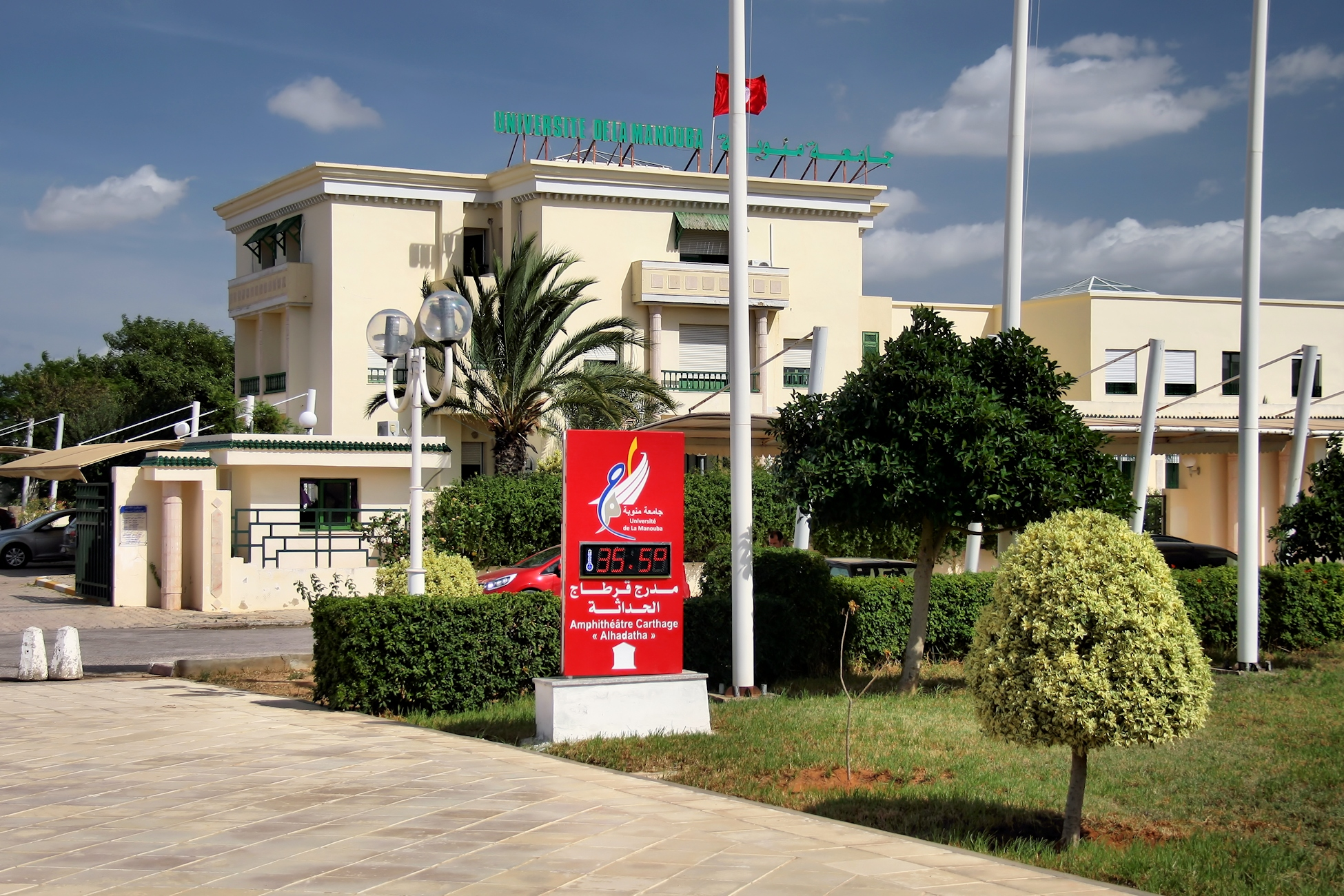
Universität Manouba (2015)

Die Universität Manouba (arabisch جامعة منوبة, DMG Ǧāmiʿat Manūba; französisch Université de la Manouba; kurz UMA) ist eine 2000 gegründete staatliche Universität in Manouba in Tunesien.